# Elecciones generales de Pakistán de 2024
Las elecciones generales de 2024 se realizaron en Pakistán el 8 de febrero de 2024, se eligieron a los 342 miembros de la Asamblea Nacional.El calendario detallado fue anunciado por la Comisión Electoral de Pakistán el 15 de diciembre de 2023.
Los dos principales partidos son la Liga Musulmana de Pakistán (Nawaz) (PML-N), liderada por el ex primer ministro Nawaz Sharif, y el Partido Popular de Pakistán (PPP), liderado por el exministro de Relaciones Exteriores Bilawal Bhutto Zardari. Pakistan Tehreek-e-Insaf, el partido más grande en las elecciones anteriores, presenta a sus candidatos como independientes después de que un controvertido fallo de la Corte Suprema de Pakistán los despojara de su símbolo electoral en el período previo a las elecciones.

## Antecedentes

### Crisis constitucional de 2022
El 8 de marzo de 2022, los partidos de la oposición, bajo la bandera del Movimiento Democrático de Pakistán (PDM), presentaron a la secretaría de la Asamblea Nacional una moción de censura contra el Primer Ministro Imran Khan. El 27 de marzo de 2022, Khan agitó en público una cifra diplomática de Estados Unidos, afirmando que exigía la destitución del gobierno de Khan mediante un golpe de Estado. Posteriormente cambió su postura sobre la conspiración estadounidense contra su gobierno, en un esfuerzo por mejorar los vínculos con el país. Sin embargo, en agosto de 2023, The Intercept afirmó haber publicado el contenido del cable diplomático en el que constaba que el diplomático estadounidense Donald Lu afirmaba que "todo será perdonado" en lo que respecta a la neutralidad del país en el conflicto de Ucrania, si la moción de censura contra Khan tuvieran éxito.
El 1 de abril de 2022, el Primer Ministro Khan anunció que, en el contexto de la moción de censura en su contra en la Asamblea Nacional, se discutieron las tres opciones con el " establishment " para elegir entre: "dimisión, [voto] de censura o elecciones".  El 3 de abril de 2022, el Presidente Arif Alvi disolvió la Asamblea Nacional de Pakistán por consejo de Khan después de que el vicepresidente de la Asamblea Nacional rechazara y anulara la moción de censura; esta medida habría requerido que se celebraran elecciones a la Asamblea Nacional en un plazo de 90 días. El 10 de abril, después de que el Tribunal Supremo de Pakistán dictaminara que la moción de censura había sido rechazada ilegalmente, se llevó a cabo una votación de censura y fue destituido de su cargo, convirtiéndose en el primer ministro de Pakistán en ser destituido de su cargo en la historia de cargo mediante un voto de censura. Khan afirmó que Estados Unidos estaba detrás de su destitución porque llevaba una política exterior independiente y tenía relaciones amistosas con China y Rusia. Su destitución provocó protestas de sus partidarios en todo Pakistán.

### Gobierno de Sharif
Tras el éxito de la moción de censura, el 11 de abril de 2022, Shehbaz Sharif se convirtió en primer ministro tras recibir 174 votos de un total de 342, dos más que la mayoría requerida con el apoyo del Partido Popular de Pakistán, Jamiat Ulema-e-Islam y varios partidos más pequeños bajo la coalición del PDM. Los miembros disidentes del PTI también apoyaron su candidatura. Mientras tanto, el resto de los miembros del PTI, que ahora estaban en la oposición, boicotearon la sesión calificándola de continuación de una "conspiración extranjera". Un día después, más de 100 miembros del PTI presentaron su renuncia a sus escaños en la Asamblea Nacional.

### Suspensión del PTI
El 22 de diciembre de 2023, la Comisión Electoral de Pakistán (ECP) decidió no permitir que el Movimiento por la Justicia de Pakistán, PTI (Pakistán 
Tereek-e-Insaf), mantuviera su símbolo electoral, afirmando que el partido no había llevado a cabo elecciones Inter partidistas a satisfacción de la Comisión. Posteriormente, el mismo día, la PTI apeló ante el Tribunal Superior de Peshawar (PHC) impugnando la decisión del ECP. En consecuencia, un tribunal uninominal suspendió la orden del ECP hasta el 9 de enero de 2024. El 30 de diciembre de 2023, la ECP presentó una solicitud de revisión a la APS. En los días siguientes, un tribunal de dos miembros levantó la orden de suspensión mientras se examinaba el caso. Sin embargo, el 10 de enero de 2024, el tribunal de dos miembros consideró que la orden del ECP era "ilegal, sin ninguna autoridad legal y sin efecto legal". En respuesta a esto, el 11 de enero, el ECP impugnó la sentencia ante el Corte Suprema de Pakistán obligando los miembros del PTI competir como candidatos independientes.

## Sistema electoral
Los 336 escaños de la Asamblea Nacional consisten en 266 elegidos por mayoría absoluta en distritos uninominales, 60 escaños están reservados para mujeres y 10 para grupos minoritarios. Los escaños reservados se eligen por representación proporcional basada en el porcentaje de votos nacionales en los distritos uninominales con un umbral electoral del 5%.
El Gobierno ha aprobado un proyecto de ley que requiere que las próximas elecciones generales se celebren utilizando EVM (máquinas de votación electrónica). Esto tiene como objetivo poner fin a las acusaciones de manipulación que han surgido tras las elecciones anteriores en Pakistán.
En 2022, cuando el gobierno liderado por el PTI fue derrocado mediante una exitosa moción de censura en la Asamblea Nacional, los 11 partidos de la oposición, algunos de ellos rivales desde hace mucho tiempo, formaron un nuevo gobierno y aprobaron el Proyecto de Ley de Enmienda Electoral, que anulaba el uso de EVM en las próximas elecciones generales. Por lo tanto, las EVM no se utilizaron en las elecciones generales actuales. En su lugar, se volvieron a emplear boletas de papel durante las elecciones. Además, a los paquistaníes en el extranjero también se les impidió votar electrónicamente en estas elecciones debido a esta enmienda.

### Votación y transmisión de resultados
Los votantes registrados en cada mesa electoral de un distrito electoral reciben dos boletas de papel para sellar a su candidato preferido para la asamblea nacional y provincial, respectivamente. Estas boletas son contadas por un oficial que preside y luego transmite los resultados de su mesa electoral al oficial de escrutinio (RO) en el Formulario 45. También se entregan copias del Formulario 45 a los agentes electorales observadores de los candidatos contendientes. A continuación, el RO consolida estos Formularios 45, frente a los candidatos contendientes de la circunscripción que están supervisando, para dar un resultado provisional en el Formulario 47 antes de hacer una consolidación final en el Formulario 48. A continuación, el ECP utiliza los datos de los formularios 47 y 48 para notificar oficialmente a los miembros elegidos de cada circunscripción mediante el formulario 49, siempre que ningún candidato impugne los recuentos consolidados no oficiales que figuran en el formulario 48. Detailed unofficial and official election results are also published on various platforms, such as election.result.pk/allresults/, for public viewing.

## Encuestas
| Fecha                   | Encuestadora         | Enlace | PTI                 | PML(N)          | PPP   | MMA  | TLP  | Otro  | Ind.  | Margen  | Tamaño     | Indecisos/Ninguno |    |    |    |       |       |     |
| ----------------------- | -------------------- | ------ | ------------------- | --------------- | ----- | ---- | ---- | ----- | ----- | ------- | ---------- | ----------------- | -- | -- | -- | ----- | ----- | --- |
| Fecha                   | Encuestadora         | Enlace | 30 de junio de 2023 | Gallup Pakistan | PDF   | 42%  | 20%  | 12%   | 4%    | Margen  | Tamaño     | Indecisos/Ninguno | 4% | 5% | 5% | ±2.5% | 3,500 | 13% |
| 3 de junio de 2022      | IPOR                 | PDF    | 39%                 | 33%             | 12%   | 7%   | 4%   | 5%    | 5%    | ±2 - 3% | 2,003      | 25%               |    |    |    |       |       |     |
| 21 de marzo de 2022     | IPOR                 | PDF    | 35%                 | 33%             | 19%   | 6%   | 4%   | 3%    | 3%    | ±2 - 3% | 3,509      | 16%               |    |    |    |       |       |     |
| 31 de enero de 2022     | Gallup Pakistan      | PDF    | 34%                 | 33%             | 15%   | 6%   | 3%   | 9%    | 9%    | ±3 - 5% | 5,688      | 33%               |    |    |    |       |       |     |
| 9 de enero de 2022      | IPOR                 | PDF    | 31%                 | 33%             | 17%   | 3%   | 3%   | 11%   | 1%    | ±2 - 3% | 3,769      | 11%               |    |    |    |       |       |     |
| 11 de noviembre de 2020 | IPOR                 | PDF    | 36%                 | 38%             | 13%   | 4%   | 3%   | 6%    | 6%    | ±3.22%  | 2,003      | 32%               |    |    |    |       |       |     |
| 13 de agosto de 2020    | IPOR                 | PDF    | 33%                 | 38%             | 15%   | 3%   | 3%   | 8%    | 8%    | ±2.95%  | 2,024      | 26%               |    |    |    |       |       |     |
| 30 de junio de 2020     | IPOR                 | PDF    | 24%                 | 27%             | 11%   | 3%   | 2%   | 33%   | 33%   | ±2.38%  | 1,702      | N/A               |    |    |    |       |       |     |
| 24 de junio de 2020     | Gallup Pakistan      | PDF    | 31%                 | 28%             | 15%   | 5%   | 21%  | 21%   | 21%   | ±3 - 5% | ~1,400     | N/A               |    |    |    |       |       |     |
| 22 de junio de 2019     | IPOR /IRI            | PDF    | 43%                 | 27%             | 15%   | 1%   | 1%   | 11%   | 1%    | ±2.05%  | 3,991      | 22%               |    |    |    |       |       |     |
| 25 de julio de 2018     | Elecciones generales | ECP    | 31.8%               | 24.3%           | 13.0% | 4.8% | 4.2% | 10.3% | 11.5% | N/A     | 53,123,733 | N/A               |    |    |    |       |       |     |

## Acusaciones de fraude electoral
El 16 de febrero de 2024, vocero del PTI, Raoof Hasan,  en conferencia de prensa calificó el escrutinio general de 8 de febrero como el mayor fraude electoral de la historia.  
Alegó que de 177 escaños ganados en la asamblea nacional, en conformidad con el Formulario 45, como son llamados los registros de los colegios electorales, los registros de 85 de ellos podrían haber sido adulterados a través del Formulario 47, que son los resultados generales de cada distrito electoral emitidos por la Comisión Electoral del Pakistán. Han concedido al PTI 92 escaños y los demás, fueron, fraudulentamente, transferidos a la oposición, los partidos de la coalición Movimiento Democrático del Pakistán.
Ninguno de los principales líderes del Partido de la Liga Musulmana-Nawaz, Nawaz Sharif, Shehbaz Sharif y Maryam Nawaz habrían ganado sus propios escaños en los distritos en los que se hayan postulado, según los registros de la Forma 45.
En Karachi, unos de 2 millones de votos, 1 millón 250 mil del PTI y 700 mil del partido Jamaat-e-Islami (JI), habían sido desviados para el Movimiento Muttahida Qaumi (MMQ-P) y Partido del Pueblo Pakistaní (PPP).
En la Provincia de Punjab el  PTI tenía ganado 13,6 millones de votos y 215 escaños en la asamblea provincial, pero fueron asignados solo  55 escaños en los resultados basados en los cálculos de la Comisión Electoral según las alegaciones del PTI.
El 17 de febrero, Liaquad Ali  Chattha, escrutador electoral de la División de Rawalpindi, convocó una gran conferencia de prensa en un estadio de cricket. Por motivo de conciencia, declaró su complicidad en la falsificación de los 'formularios 47', relativos a 13 Distritos bajo su mando, donde los candidatos del PTI, ganadores con margen de hasta 70 mil votos,  fueron hechos perdedores.  También  denunció el presidente de la Comición Electoral de Pakistán, Sikandar Sultan Raja y el presidente de la Corte Suprema,  Qasi Faez Isa,  de corresponsables en la manipulación.
El 22 de febrero de 2024 los candidatos confirmados como electos, pasaron a formar parte del  partido, sin representación, Consejo Sunita de Ittehad, con el fin de ganar los escaños  extras nominados por los partidos políticos, en las asambleas nacional y provinciales, reservados para las mujeres y no-musulmanes.
El 28 de febrero, Shahid Khaqan Abbasi, el ex Primer Ministro del Pakistán y, hasta diciembre de 2023, presidente de coalición gobernante Movimiento Democrático de Pakistán, explícitamente admitió, en una entrevista en vivo,  que su partido, Liga Musulmana de Pakistán (N), presidió sobre un fraude electoral de una magnitud sin precedentes. Preguntado cómo su partido se posicionaba ante la indignación popular sobre las múltiples alegaciones de fraude electoral, respondió: " No tienen importancia. Ellos han decidido que tomarán el poder a cualquier costo, a través del robo de las elecciones, no les importa. Nosotros dejamos todas esas pequeñas cosas para atrás, cosas como lo que es moralidad, cuál es el medio correcto de ganar elecciones. Lo dejamos todo para atrás, todas esas cosas son trivialidades. La voluntad del pueblo no tiene ningún valor. Hoy, los que están en el gobierno no les importa que tipo de mandato tienen o no tienen, ellos solo quieren llegar al poder. Usted puede conocer los reales resultados de las elecciones y saber de quién es el genuino mandato. En esas elecciones, yo no soy el único que habla así, cualquiera habla lo mismo: la mayoría de los votos fueron para unos candidatos, pero los electos fueron otras personas. (...) Esta es la gente que gobierna el país, los que están en una posición de poder ... ellos están hablando entre ellos mismos: 'usted tiene un mandato 40% 'fake', lo mío es 100% 'fake'! Esto es un habla muy extraña, yo nunca había escuchado unas cosas tan extrañas en toda mi vida!"
El 4 de marzo de 2024 la autoridad electoral (ECP) emitió un veredicto negando los escaños de las mujeres y minorías para el Consejo Sunita de Ittehad.  Los independientes del PTI, quedarán con tan sólo 92 representantes en la Asamblea Nacional.
El 6 de marzo de 2024, dos semanas después de los plazos legales para difusión pública de los Formularios 45, los registros de las 95 mil  mesas electorales, la Comisión Electoral  finalmente liberó las tan esperadas fotocopias en su website oficial.
Inmediatamente, el presidente del PTI, Gohar Ali Khan denunció en una conferencia de prensa que con la divulgación de la versión del ECP de los registros, cuyas copias  autenticadas tienen los oficiales representantes de los  partidos políticos, las evidencias del fraude se multiplicaron.
En los Formularios 45 relativos a los Distritos donde ya se había demostrado las discrepancias entre los dados basados en las copias en posesión del PTI y los demás partidos, publicados en su website Form45.com, en relación con los resultados generales basados en los cálculos publicados por la Comisión Electoral en los Formularios 47, se podrían comprobar una enorme cantidad de obvias y groseras alteraciones gráficas, enmendaduras, borrones, adicciones u otras manipulaciones no autorizadas.  En ciertas secciones electorales, los números de votos de la coalición gobernante llegaba a dos veces del total de votantes registrados en el logar. A título de ejemplo, citó el Distrito (NA) 130 donde "ganó" el  líder supremo del PML-N, ex Primer Ministro del Pakistán, Nawaz Sharif. En una sección de ese distrito, Sharif obtuvo 378 votos según el Formulario 45 entregado al PTI. En el publicado por la Comisión Electoral, el número "1" fue acrecentados detrás de número "3", vertiendo el total para 1,378 votos para Nawaz Sharif. El número total de votos emitidos en el Distrito Electoral (NA 130) fue de  293, 693 y el número  de votos vålidos fue de 294,043, o sea, 350 votos más que el total de votantes.  En una Sección del Distrito 78 (NA 78), el PLM-Nawaz obtuvo 209 votos. El número "2" fue alterado para "8", transmutando el total para 809 votos para el PML-N., superando el total de electores en esta Sección, que fue 627 personas. En el Distrito 237 de Karachi, Sindh, en una Sección, el candidato del PTI obtuvo 450 votos. El "4" fue apagado y los  votos ganados  fueron transmutados en tan solo 50. El candidato del partido MMQ, miembro de la coalición de gobierno, obtuvo 9 votos, sin embargo, el número "40" fue introducido de atrás del "9" , transmutado así en "409" votos ganados. En este caso, el número exacto de votos que perdió el PTI fue transferido al Movimiento Muttahiba Qaumi, manteniendo la configuración del número total de votantes en la Sección.